# Шинкаренко Аліна Віталіївна
Алі́на Віта́ліївна Шинкаре́нко (нар. 1998) — українська плавчиня-синхроністка, бронзова призерка літніх Олімпійських ігор 2020 року.

## Із життєпису
Влітку 2018 року була у складі збірної України з синхронного плавання, яка стала найкращою на чемпіонаті Європи з літніх видів спорту.
На Чемпіонаті світу з водних видів спорту у липні 2019 року в синхронному плаванні, група, технічна програма вона та Марина Алексіїва, Яна Наріжна, Катерина Резнік, Анастасія Савчук, Марта Фєдіна, Єлизавета Яхно здобули бронзові нагороди. В програмі хайлайт команда здобула золоті нагороди.
13 жовтня 2021 року оголосила про завершення кар'єри.

## Виступи на Олімпіадах
| Олімпіада  | Дисципліна | Місце |
| ---------- | ---------- | ----- |
| Токіо 2020 | групи      | 3     |

## Державні нагороди
- Орден княгині Ольги III ст. (16 серпня 2021) — За досягнення високих спортивних результатів на XXXII літніх Олімпійських іграх в місті Токіо (Японія), виявлені самовідданість та волю до перемоги, утвердження міжнародного авторитету України.[2]